# Бжезінка (Кросненський повіт)
Бжезінка (пол. Brzezinka, нім. Klein Braschen) — село в Польщі, у гміні Бобровиці Кросненського повіту Любуського воєводства.
У 1975-1998 роках село належало до Зеленогурського воєводства.